# Незваные (фильм, 2009)
«Незва́ные» (англ. Uninvited) — ремейк 2009 года южнокорейского фильма ужасов «История двух сестёр».

## Сюжет
Подросток Анна Айверс 10 месяцев проводит в психиатрической больнице из-за неудачной попытки самоубийства после того, как её неизлечимо больная мать Лилиан погибла из-за пожара в эллинге, где для неё была обустроена импровизированная палата. Хотя сама Анна об этом ничего не помнит, её постоянно мучают ночные кошмары и галлюцинации про двух мальчиков и девочку с огненно-рыжими волосами. Лечащий врач Анны обеспокоен тем, что эти образы появились в рассказах Анны уже после того, как Анна попала в психбольницу. Однако он приходит к выводу, что девушка может вернуться домой. Когда Анна собирает свои вещи, то её пугает пациентка из соседней палаты.
Анну встречает отец Стивен, который привозит её домой. Там она знакомится с новой подружкой Стивена, Рэйчел Саммерс, которая раньше была сиделкой Лилиан. Также девушка встречается со своей сестрой Алекс, которая совершенно недовольна тем, что Рэйчел положила глаз на отца: она говорит, что Стивен увлёкся Рэйчел, ещё когда Лилиан была жива. Вечером Анна говорит Алекс, что, возможно, Рэйчел убила их маму, чтобы выйти замуж за отца: она подозревает, что её ночные кошмары являются своего рода посланиями от Лилиан.
Во время прогулки с Рэйчел Анна встречает своего друга Мэтта, который говорит, что видел события той ночи, когда случился пожар, и что он может встретиться с Анной в 11 часов на скале около моря. Анна и Алекс приходят в назначенный час, но Мэтта там не обнаруживают. Дома Анна просит Алекс поспать какое-то время в её комнате. Ночью, когда Алекс уже ушла, к Анне неожиданно через окно пробирается Мэтт, который говорит, что упал и сильно ударился спиной и что у него предупреждение от её матери, а когда Анна его обнимает, то вдруг обнаруживает, что у него сломан позвоночник. В ужасе девушка выбегает из комнаты, но по возвращении она никого не находит. На следующий день труп Мэтта со сломанным позвоночником вытаскивают из воды. На похоронах Мэтта Анна видит рыжеволосую девочку из кошмаров недалеко от себя и идёт к ней, но девочка убегает. Анна бежит вдогонку и натыкается на могильную плиту с захоронением трёх детей.
Алекс и Анна решают разузнать о Рэйчел побольше и звонят в агентство, где та работала, но им там отвечают, что никакая Рэйчел Саммерс у них не числится. Анну же продолжают преследовать кошмары и галлюцинации с рыжеволосыми детьми в целлофановых мешках. В Интернете она находит о них статью-некролог, из которого выясняется, что дети были убиты их няней Милдред Кемп, которая была влюблена в их овдовевшего отца. Анна и Алекс подозревают, что Рэйчел и есть Милдред. Они пытаются предупредить Стивена, но тот их игнорирует и уезжает на работу. Тогда они решают собрать против Рэйчел доказательства для полиции. Рэйчел пытается усыпить Анну, но та бьёт её по голове и убегает. На чердаке Анна находит Алекс почти без сознания. Та заявляет, что Рэйчел сделала ей укол. Анна оставляет сестру и прибегает в местный полицейский участок, где сообщает, что Рэйчел не та, за кого себя выдаёт. Полицейский обещает проверить эту информацию и уезжает, а возвращается вместе с Рэйчел, которая вкалывает Анне успокоительное и увозит домой.
Дома Рэйчел пытается уложить Анну в постель, и в какой-то момент последняя видит в дверном проёме Алекс с ножом в руках, после чего теряет сознание. Когда она просыпается, то обнаруживает, что Алекс убила Рэйчел и запихнула её тело в мусорный бак. Сёстры обнимаются, но тут домой возвращается испуганный Стивен. Анна сообщает ему, что Рэйчел пыталась их убить, но Алекс спасла их, убив Рэйчел, на что Стивен неожиданно говорит, что Алекс не могла этого сделать, так как погибла вместе с Лилиан при пожаре. После этого Анна видит, что вместо руки сестры сжимает окровавленный нож, которым убила Рэйчел.
После этого Анна вспоминает все события той роковой ночи. Выясняется, что она тайком увидела, как Стивен занимается сексом с Рэйчел, и решила сжечь дом вместе с ними, для чего в ярости направилась к матери в эллинг, где была цистерна с бензином. Уходя, она не до конца завернула кран, и образовалась большая утечка, которая из-за случайно упавшей свечи спровоцировала взрыв, в котором погибли Лилиан и Алекс. Выясняется, что с того момента, как Анну выпустили из психбольницы, Алекс была только её галлюцинацией. Анна убила и Мэтта, столкнув его со скалы.
Когда утром полицейские уводят Анну, один из офицеров сообщает Стивену, что у Рэйчел разнятся данные в документах, и тот признаётся, что ей пришлось поменять фамилию, потому что её преследовал её бывший парень, но она не Милдред Кемп. Анна возвращается в психбольницу в свою прежнюю палату, где её приветствует та самая пациентка из соседней палаты, которая напугала её в начале фильма. Из таблички над палатой выясняется, что это и есть Милдред Кемп, а её рассказы породили у Анны галлюцинации о трёх рыжеволосых детях.

## В ролях
| Актёр             | Роль                          |
| ----------------- | ----------------------------- |
| Эмили Браунинг    | Анна Айверс                   |
| Ариэль Кеббел     | Алекс Айверс                  |
| Элизабет Бэнкс    | Рэйчел Саммерс (подруга отца) |
| Дэвид Стрэтэйрн   | Стивен Айверс (отец)          |
| Майя Массар       | Лилиан Айверс (мать)          |
| Кевин Макнатли    | Шериф Эмери                   |
| Джесси Мосс       | Мэтт                          |
| Лекс Бурнхэм      | Айрис Райт                    |
| Дэнни Бристол     | Сэмюэль Райт                  |
| Мэттью Бристол    | Дэвид Райт                    |
| Дон Синклер Дэвис | Г-н Хэнсон                    |
| Хезер Дорксен     | Милдред                       |
| Дин Пол Гибсон    | Доктор Зильберлинг            |

## Выпуск на DVD
Фильм был выпущен на DVD и Blu-Ray 28 апреля 2009 года, в США он вышел на обоих типах носителей.

## Критика
Фильм получил отрицательные критические отзывы. На Rotten Tomatoes 33 % критиков дали положительные отзывы, основанные на 129 обзорах, средний балл фильма — 4,6 из 10. Bloody Disgusting дал фильму 6 из 10 баллов, в то время как критики Yahoo! Movies Critical Response выставили средний профессиональный рейтинг C в соответствии с 11 обзорами. Фильм также получил 3 из 4 баллов от журнала Fangoria.
Деннис Харви из Variety написал: «Слабый даже по стандартам скучных недавних ремейков азиатских ужасов, скорее вызовет хихиканье и зевоту, чем содрогание и визг». Ким Ньюман из журнала Empire поставила фильму 2 балла из 5 и назвала его «отличным ремейком… с новым набором поворотов», но «разочаровывающим финалом». Дэвид Харли из Bloody Disgusting дал фильму 3 балла из 5 и отметил прекрасную игру Бэнкс и Кеббел, но также раскритиковал финал, «который можно понять в течение первых 20 минут», отметив, что он «совершенно приемлем для фильма ужасов крупной студии и вряд ли оскорбит или расстроит любого фаната жанра, который захочет его посмотреть».
Роджер Эберт поставил ему 3 балла из 4, особенно похвалив Эмили Браунинг: «Она идеальная героиня для фильма ужасов: невинная, беспокойная, преследуемая злой мачехой, убеждённая, что её настоящая мать была преднамеренно сожжена заживо». Эберт также выразил удивление по поводу рейтинга PG-13 и сослался на этот фильм как на доказательство того, что MPAA оценивает фильмы на основе отсутствия секса, наготы или нецензурной лексики, а не на содержащихся в нём изображениях, которые на самом деле могут быть неприемлемыми для более молодых зрителей.

## Кассовые сборы
В день премьеры фильм собрал 4 335 000 долларов, заняв второе место. За неделю проката в кинотеатрах фильм собрал 10 512 000 долларов, заняв третье место и выйдя на экраны в 2344 кинотеатрах со средним доходом в 4485 долларов на кинотеатр. В кинотеатрах США фильм демонстрировался 9 недель, и показ был завершён с общим доходом в 28 596 818 долларов. Фильм был выпущен 26 марта 2009 года в Австралии и занял там пятое место. Вторая неделя проката прошла хорошо и по сравнению с обычными фильмами ужасов, продажи билетов на которые во вторых выходные дни падают на 40 %, в данном случае падение продаж составило лишь 29 %.